# Kłamstwo (film 1993)
Kłamstwo (tytuł oryginalny: Mensonge) – francuski film fabularny z 1993 roku w reżyserii François Margolina. Jeden z pierwszych filmów produkcji francuskiej, który porusza problematykę zakażenia HIV/AIDS. Mimo iż nie jest filmem instruktażowym, to przy jego realizacji konsultowano się ze specjalistą do spraw AIDS.

## Fabuła
Emma (Nathalie Baye) i Charles (Didier Sandre), paryscy dziennikarze, są szczęśliwym małżeństwem z dziesięcioletnim stażem. Mają ośmioletniego syna, Romaina (Adrien Beau). Para planuje powiększenie rodziny, dlatego rozgląda się za kupnem większego mieszkania. Charles pracuje jako korespondent, bywa w kraju kilka razy w roku. Z tego powodu Emma zrezygnowała z kariery zawodowej i na co dzień zajmuje się domem. Czas wolny spędza chodząc z przyjacielem-gejem na imprezy, na których niewinnie podrywa, kokietuje nieznajomych mężczyzn.
Pewnego dnia Emma źle się czuje, robi test ciążowy, który wychodzi pozytywny. Kobieta jest szczęśliwa, że będzie miała drugie dziecko z Charles'em. Rutynowo wykonuje również test na HIV. Emma jest zaskoczona, gdy widzi, że wyszedł pozytywny, ponieważ nigdy nie przetaczała krwi, nie brała narkotyków, nie spała z innymi mężczyznami. Umawia się na wizytę z lekarzem pierwszego kontaktu. Emma uważa, że doszło do pomyłki, powtarza test, który jednoznacznie potwierdza, iż kobieta jest zarażona. Dziennikarka doznaje szoku, zaprzecza, że może być chora, jest w kiepskim stanie psychicznym. Po wielu przemyśleniach, dochodzi do wniosku, że tylko mąż mógł ją zarazić. Emma chce dowiedzieć się prawdy o Charles'u. Przeszukuje jego książkę adresową, ubrania, szuflady, by znaleźć jakikolwiek trop. Odkrywa, że notatnik męża ma wiele nieznanych kontaktów telefonicznych. Dzwoni do byłych kochanek mężczyzny i zadaje niedyskretne pytania. Emma nie może uwierzyć, że Charles nie był jej wierny.
Gdy mężczyzna telefonuje do niej, kobieta ukrywa informacje o ciąży i HIV. Udaje, że wszystko jest w porządku. W poszukiwaniach dowodów choroby męża Emmie pomagają znajomi sąsiedzi. Jeden z nich bierze zdjęcie Charles'a i odwiedza agencje towarzyskie, chcąc znaleźć jakiekolwiek informacje. Mimochodem zagląda również do klubu gejowskiego. Nic nie znajduje. Tymczasem Charles wraca do kraju na kilka tygodni. Emma informuje męża, że jest w ciąży, dodaje także, że ma HIV. Charles przyznaje się, że mieszkając za granicą sypia z przypadkowymi kobietami i mężczyznami. Kobieta nie może uwierzyć w relacje męża, nie wie, jakie decyzje ma podjąć, w ciężkich chwilach wspiera ją Charles.

## Obsada
- Nathalie Baye jako Emma
- Didier Sandre jako Charles

W pozostałych rolach:
- Hélène Lapiower jako Louise
- Marc Citti jako Louis
- Dominique Besnehard jako Rozenberg
- Christophe Bourseiller jako Gégé
- Adrien Beau jako Romain
- Louis Ducreux jako Dziadek

## Ścieżka dźwiękowa
W filmie wykorzystano utwory muzyczne:
- Sexual Healing – Marvin Gaye
- You Make Me Feel – Jimmy Sommerville
- Tornero – Santo California
- Priscilla – Jad Wio
- She Drives Me Crazy – Fine Young Cannibals
- Le Professeur Taranne – Jorge Arriagada
- Sonate pour piano en fa majeur KV232 – Maria João Pires